# Karl Vollbrecht (Filmarchitekt)
Karl Vollbrecht (* 16. Januar 1886 in Rügenwalde, Pommern; † 10. Januar 1973 in Schladen) war ein deutscher Filmarchitekt mit herausragender Karriere während der Weimarer Republik.

## Leben und Wirken
Vollbrecht hatte nach seiner dreieinhalbjährigen Ausbildung zum Tischler als Bühnenbildner gearbeitet. 1919 wurde er zum Film geholt und gestaltete, gemeinsam mit Otto Hunte, Martin Jacoby-Boy und Erich Kettelhut, für Joe May die Bauten des achtteiligen Abenteuerfilmstoffs Die Herrin der Welt. Zwei Jahre darauf war er auch am ebenfalls im exotischen Umfeld spielenden May-Zweiteiler Das indische Grabmal beteiligt.
Seit 1923 Chefarchitekt, bildete Vollbrecht bis Ende der Stummfilm-Ära zusammen mit Kettelhut und Hunte (sowie zuletzt auch mit Emil Hasler) auch weiterhin ein festes Architektengespann, das seine herausragendsten Arbeiten für mehrere Kino-Klassiker Fritz Langs, schuf: Dr. Mabuse, der Spieler, Die Nibelungen, Metropolis, Spione, Frau im Mond und M und Das Testament des Dr. Mabuse.
Karl Vollbrecht oblag dabei zumeist die Umsetzung dieser mitunter monumentalen Bauten nach Entwürfen Kettelhuts und Hunte. Auch seine frühen Tonfilm-Designs jenseits dieser Kooperationen – etwa zu dem völkerversöhnenden Bergarbeiterdrama Kameradschaft und Kurt Bernhardts futuristischem Stoff Der Tunnel – zeigten Vollbrechts Können. Nach 1933 fiel sein Werk weitgehend in die Bedeutungslosigkeit.
1939 nahm Vollbrecht seine Zusammenarbeit mit Hunte wieder auf und ließ sich u. a. auch für einige Propagandafilme engagieren, darunter den berüchtigten antisemitischen Hetzfilm Jud Süß. Bei Kriegsende 1945 trennten sich Hunte und Vollbrecht wieder.
Karl Vollbrecht kehrte erst 1950 zum Kino zurück und beteiligte sich an der Gestaltung des Tierfilms Der Tiger Akbar, der letzten Inszenierung von Harry Piel, für den Vollbrecht bereits 1935 und 1936 zweimal gearbeitet hatte. Seine letzten Entwürfe dienten vor allem der Ausstattung diverser für Kinder konzipierter Märchenfilme, ehe er sich 70-jährig ins Privatleben zurückzog.

## Filmografie
- 1919/20: Die Herrin der Welt (8 Teile)
- 1921: Das indische Grabmal (2 Teile)
- 1922: Dr. Mabuse, der Spieler (2 Teile)
- 1922/24: Die Nibelungen (2 Teile)
- 1923: Der steinerne Reiter
- 1926: Metropolis
- 1927: Der Sohn der Hagar
- 1928: Spione
- 1929: Frau im Mond
- 1930: Er und seine Schwester
- 1931: M
- 1931: Kameradschaft
- 1933: Das Testament des Dr. Mabuse
- 1933: Der Tunnel
- 1934: Nur nicht weich werden, Susanne
- 1934: Peer Gynt
- 1935: Der Dschungel ruft
- 1936: 90 Minuten Aufenthalt
- 1936: Ein Mädel vom Ballett
- 1937: Der Etappenhase
- 1937: Der Hund von Baskerville
- 1937: Karussell
- 1937: Heiratsschwindler
- 1938: Er und seine Schwester (Ma sœur de lait)
- 1938: Am seidenen Faden
- 1939: Mann für Mann
- 1939: Fräulein
- 1939: Das Lied der Wüste
- 1940: Jud Süß
- 1940: … reitet für Deutschland
- 1942: Anschlag auf Baku
- 1942: Die Entlassung
- 1942: Altes Herz wird wieder jung
- 1943: Ein glücklicher Mensch
- 1943: Herr Sanders lebt gefährlich
- 1944: Der Mann, dem man den Namen stahl
- 1944/48: Eine alltägliche Geschichte
- 1945: Die Jahre vergehen
- 1945: Der Scheiterhaufen (unvollendet)
- 1951: Der Tiger Akbar
- 1953: Die Prinzessin und der Schweinehirt
- 1953: Das ideale Brautpaar
- 1954: Zehn kleine Negerlein
- 1954: König Drosselbart
- 1954: Der Froschkönig
- 1955: Oberarzt Dr. Solm
- 1955: Das Sandmännchen
- 1956: Max und Moritz

## Weblink
- Karl Vollbrecht bei IMDb

| Personendaten    | Personendaten           |
| ---------------- | ----------------------- |
| NAME             | Vollbrecht, Karl        |
| KURZBESCHREIBUNG | deutscher Filmarchitekt |
| GEBURTSDATUM     | 16. Januar 1886         |
| GEBURTSORT       | Rügenwalde              |
| STERBEDATUM      | 10. Januar 1973         |
| STERBEORT        | Schladen                |